# William Matthew Flinders Petrie
William Matthew Flinders Petrie (3. lipnja 1853. – 28. srpnja 1942.) engleski egiptolog i jedan od utemejlitelja sustavne metodologije u arheologiji i očuvanju arheoloških predmeta.

## O njegovim iskopavanjima
Bio je utemeljitelj prve egiptološke katedre u Engleskoj te je sudjelovao u iskapanjima najznačajnijih egipatskih arheoloških nalazišta. 1894.godine na 1895.god., zajedno s J.E.Quiebellom, započeo je iskopavanje preddinastijskih nekropola i naselja Gornjeg Egipta u blizini Nagade. Tijekom iskopavanja Nagada I, II i III pronašli su oko 1 500 grobova s bogatim prilozima unutar njih, najčešće keramikom. 1899.god. Petrie je stvorio sliku razvoja preddinastijske keramike te napravio listu najčešće ponavljanog tipa keramike u pojedinom razdoblju. Lista je nazvana Sequence Dates(SD) te je 1920.godine konačno objavljena ta periodizacija. Najstarije nalaze u toj listi Petrie je označio sa SD 30, dok je period ujedinjenja Egipta označen sa SD 76. Zbog kasnijih istraživanja i otkrića pomakla su se razdoblja te tako je Nagada I, kao najstariji nalaz, pomaknuta na SD 38, a period ujedinjenja na SD 63. Početkom 20.stoljeća pronađeni su još stariji ostaci koji zauzimaju vrijeme izvan Petrieove liste pa su tim novopronađenim kulturama dodani brojevi od SD 1 do SD 29.

## Odabrana djela
- W.M.F. Petrie, Tel el-Hesy (Lachish).  London: Palestine Exploration Fund.
- W.M.F. Petrie	“The Tomb-Cutter’s Cubits at Jerusalem,” Palestine Exploration Fund Quarterly, 1892 Vol. 24: 24–35.

Za kompletnu bibliografiju (izdao je 97 knjiga), izdanu 1972. godine, vidi:
- E.P. Uphill,  “A Bibliography of Sir William Matthew Flinders Petrie (1853–1942)," Journal of Near Eastern Studies, 1972 Vol. 31:
- Djela William Matthew Flinders Petrie na Projekt Gutenbergu

## Vanjske poveznice
- William Matthew Flinders Petrie: The Father of Egyptian Archaeology, 1853-1942  Arhivirana inačica izvorne stranice od 19. svibnja 2012. (Wayback Machine)
- The Petrie Museum of Egyptian Archaeology in London
- Flinders Petrie ,W.M. Method & Aims in Archaeology